# Jacobus Roeland de Kruijff
Jacobus Roeland de Kruijff, in de literatuur ook bekend als J.R. de Kruyff, (Haarlem, 12 augustus 1844 – Arnhem, 23 januari 1923) was een Nederlandse architect en beeldhouwer.

## Leven en werk
Hij was een zoon van Etienne de Kruijff (1790-1860) en Marie Jacobine Victoria Henriëtte von Rosenthal (1812-1874). Zijn vader Etienne, zoon van Jan de Kruijff, was hoofdingenieur bij Rijkswaterstaat en ook De Kruijff volgde aanvankelijk een technische opleiding aan de Polytechnische School te Delft. Hij werkte vervolgens enige tijd bij Lucas Hermanus Eberson in Arnhem, die naast architect amateurschilder was. De Kruijff vervolgde zijn opleiding aan de Kunstgewerbeschule in Wenen.
De Kruijff maakte zich sterk voor de kunstnijverheid en nam in 1877 deel aan de eerste kunstnijverheidstentoonstelling in het Paleis voor Volksvlijt. Hij was lid, later erelid, van de Maatschappij tot Bevordering der Bouwkunst. Hij behoorden tot degenen die vonden dat de Maatschappij een verjongingskuur moest ondergaan en was medeverantwoordelijk voor de val van het bestuur in 1880. Hij was redacteur van het Bouwkundig Weekblad. Hij was daarnaast lid van Arti et Amicitiae.
Hij werd directeur (1881-1899) van de Rijksschool voor Kunstnijverheid, gevestigd in het Rijksmuseum en voorloper van de latere Gerrit Rietveld Academie. Hij was tegelijkertijd leraar aan de Rijksnormaalschool voor Teekenonderwijzers, die ook in het museum was gevestigd. Leerlingen van hem waren onder anderen Dirk de Vries Lam, Willem Penaat, Louis Raemaekers en Froukje Wartena. Hij ontwierp het Sarphatimonument in het Sarphatipark, ter herinnering aan Samuel Sarphati, dat werd uitgevoerd in 1886. De buste in het monument is van de hand van Sara Stracké-van Bosse.
In 1884 was De Kruijf een van de juryleden bij een prijsvraag van de gemeente Amsterdam voor de bouw van een nieuwe beurs. Hij had zelf in 1879 al samen met Constantijn Muysken een ontwerp gemaakt voor een nieuw beursgebouw aan de Dam. Uiteindelijk mocht Hendrik Petrus Berlage, die de tweede plaats haalde in de prijsvraag, in 1896(!) een nieuw ontwerp maken.
Vanaf 1917 woonde De Kruijff in Arnhem, waar hij in 1923, op 88-jarige leeftijd, overleed.